# Черкесова Інна Григорівна
Інна Григорівна Черкесова (нар. 18 січня 1952, Миколаїв) — українська майстриня декоративно-ужиткового мистецтва і педагог; член Спілки дизайнерів України. Заслужений діяч мистецтв України з 2002 року.

## Біографія
Народилася 18 січня 1952 року в місті Миколаєві. Батько працював художником-оформлювачем, бабуся та мати займалися рукоділлям. Навчалася у студії образотворчого мистецтва.
Протягом 1969—1974 років працювала художником-оформлювачем на суднобудівних заводах Миколаєва. 1982 року закінчила факультет художньої і технічної графіки Кубанського державного університету, здобула спеціальність «викладача креслення та малювання вищої та середньої школи» і до 1992 року працювала художником Миколаївського художньо-промислового комбінату.
У 1992—1999 роках обіймала посаду старшого викладача кафедри декоративно-ужиткового мистецтва Миколаївської філії Київського університету культури і мистецтв; у 2000—2005 роках — доцент кафедри зарубіжної літератури та художньої культури Миколаївського державного педагогічного університету. З 2005 року працювала на факультеті мистецтв Миколаївської філії Київського університету культури і мистецтв; з 2010 року — професор кафедри дизайну.
Через російське вторгнення в Україну влітку 2022 року переїхала до Луцька, де нині викладає малюнок на факультеті культури та мистецтв Волинського національного університету.

## Творчість
Працює у галузях прикладного мистецтва (створює гобелени, авторські ляльки) та графіки. Бере участь у всеукраїнських виставках з 1998 року. Влаштовувала персональні виставки «Метаморфози Північного Причорномор'я» (1999), «Гобеленові інтроекції» (2008), «Кентавроманія» (2014). Її роботи знаходяться у Миколаєві у Художньому музеї імені Василя Верещагіна, краєзнавчому музеї «Старофлотські казарми», науково-педагогічній бібліотеці, міській бібліотеці № 8, а також у приватних колекціях України, США, Ізраїлю.
Авторка численних наукових видань на теми педагогіки; декоративно-прикладного мистецтва (гобелен, килим, ляльки-мотанки); графічного дизайну (шрифт) тощо. У 2008 році видала авторський навчальний посібник «Кольорознавство. Колір у декоративно-прикладному мистецтві та дизайні»; у 2021 році — посібник для батьків «Українська абетка для малюків та їхніх батьків» (у співавторстві з Леонідом Дудюком).